# Partido Demócrata de Florida
El Partido Demócrata de Florida (en inglés: Florida Democratic Party, FDP) es la rama estatal del Partido Demócrata de los Estados Unidos en el estado de Florida. El partido opera desde la sede en Tallahassee.

## Historia
El Partido Demócrata de Florida se estableció en 1834.[cita requerida]. El candidato a la gobernación propuesto por el partido en 2018 fue Andrew Gillum, considerado una "estrella" del partido.

## Líderes

### Lista de presidentes recientes
- Scott Maddox (2003-2005)
- Karen Thurman (2005-2010)
- Rod Smith (2010-2013)
- Allison Tant (2014-2016)
- Stephen Bittel (2016-2017)
- Terrie Rizzo (2017-presente)[3]